# Aigel
Aigel nebo AIGEL (často stylizované velkými písmeny; rusky: АИГЕЛ) je ruské elektronické hip-hopové duo, které tvoří Ajgel Gajsina, básnířka z tatarského města Naberežnyje Čelny, a Ilja Baramija, hudebník z Petrohradu .

## Členové

### Ajgel Gajsina

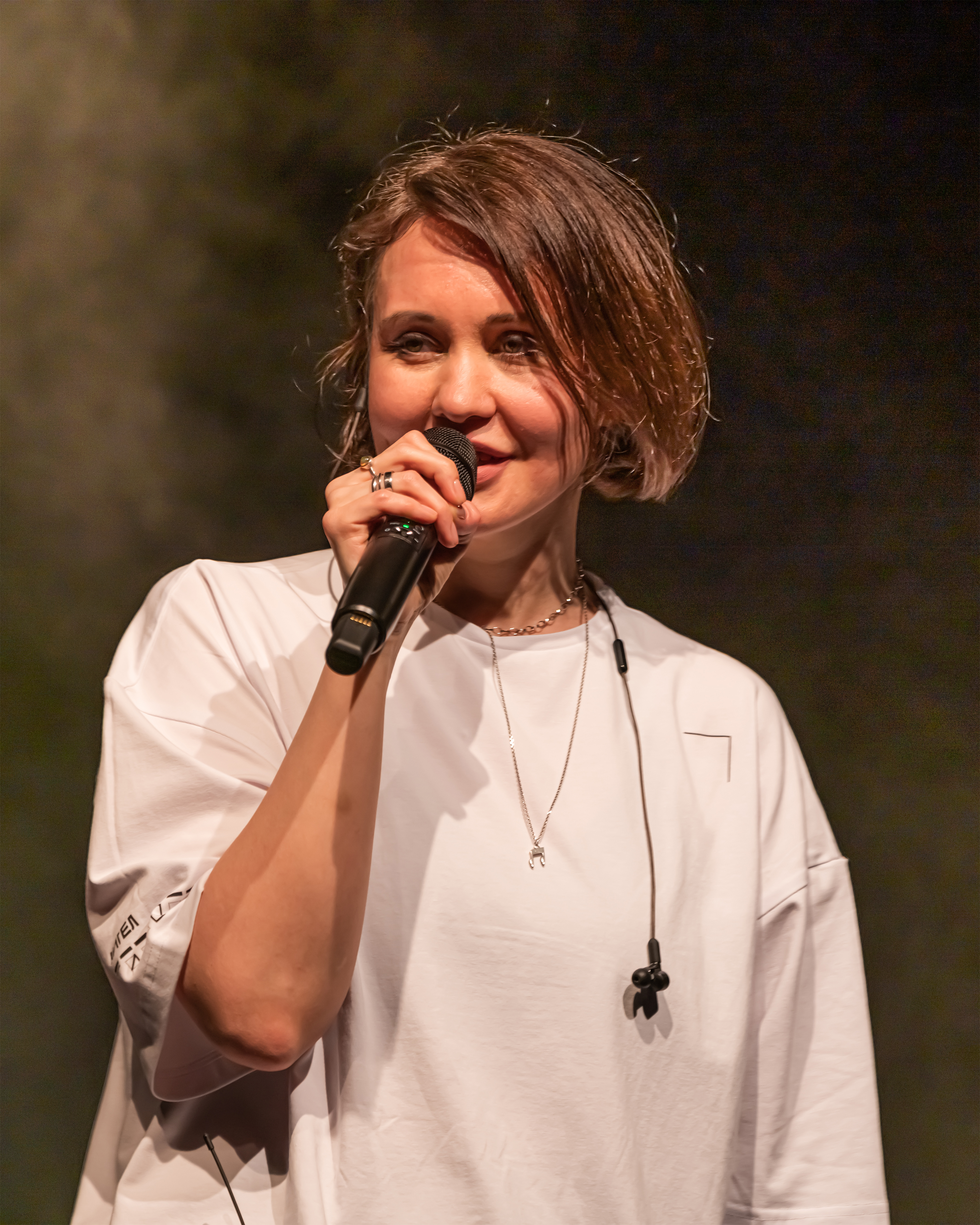
Ajgel Gajsina

Gajsina se narodila 9. října 1986 a žije ve městě Naberežnyje Čelny. Je profesionální hlasovou herečkou.
Gajsina začala psát písně ve škole a poprvé vystoupila na pódiu, když jí bylo 16. Své debutové album Les (Лес) vydala v roce 2003. V polovině první dekády století získala uznání jako básnířka a překladatelka tatarské poezie v literárních časopisech. V roce 2013 založili Gajsina a Temur Chadyrov experimentální elektronickou skupinu Tak krásně temno.
V roce 2016 vydalo nakladatelství Helikon+ její sbírku básní Soud, založenou na skutečných událostech a zkušenostech: v roce 2015 byl její přítel Chadyrov zatčen na základě obvinění z pokusu o vraždu a odsouzen na 3 roky ve vězeňské kolonii s maximální ostrahou. V několika rozhovorech Aigel uvedla, že považuje rozsudek za nespravedlivý; 5. prosince 2017 soud rozhodl o podmínečném propuštění mladíka, načež zpěvačka napsala text k písni Dvě neděle (Две недели).

### Ilja Baramija

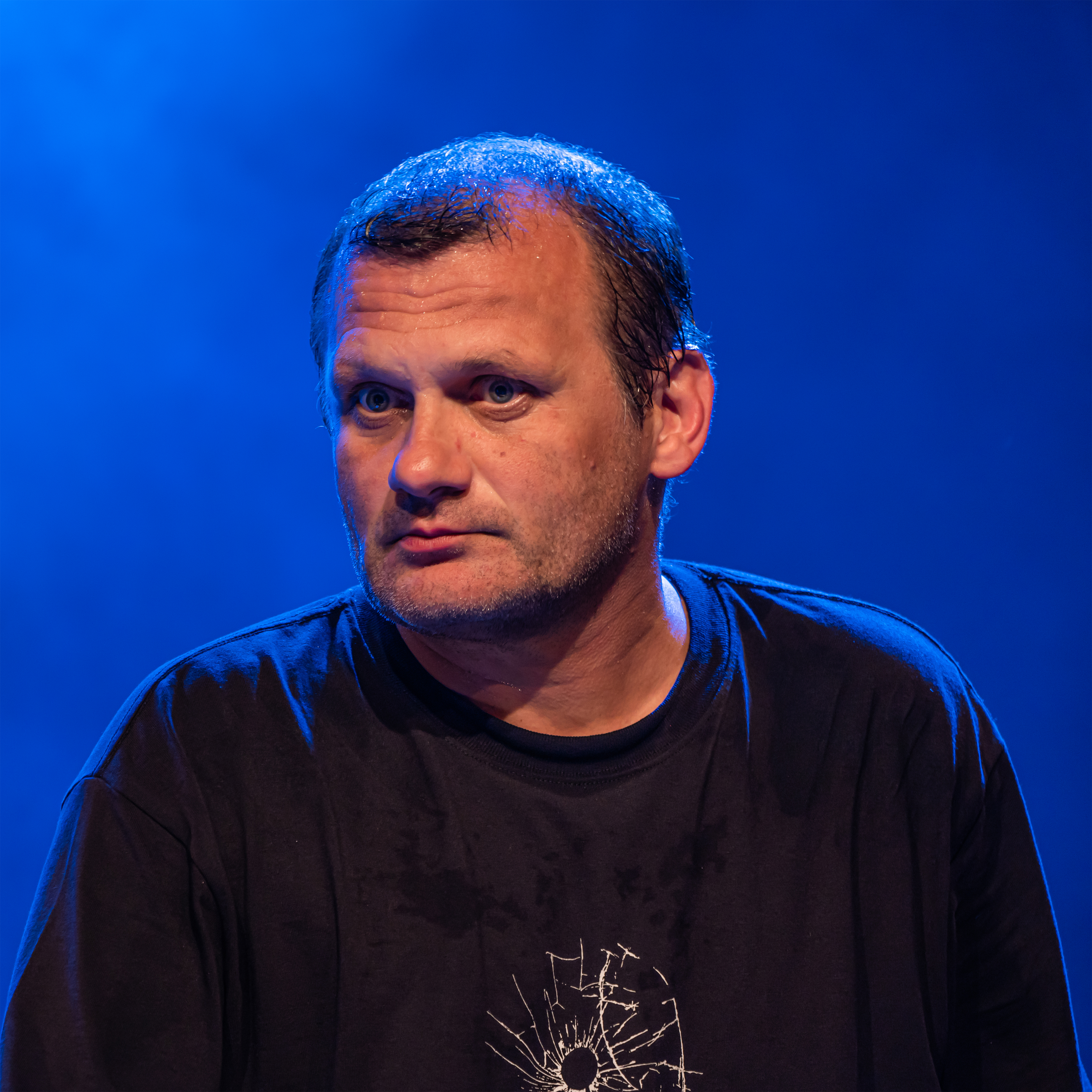
Ilja Baramija

Baramija se narodil 18. června 1973 a žije v Petrohradě. Je zvukovým inženýrem a producentem. S tvorbou elektronické hudby začal v roce 1997 a byl členem skupin Vánoční dekorace (Ёлочные игрушки), 2H Company a Nejvyšší prvočíslo (Самое большое простое число). Byl kurátorem oddělení „Současná hudba a zvukový design“ na Škole kreativního umění Maják.

## Historie kapely
Na podzim roku 2016 Gaisina kontaktovala Baramiju na sociálních sítích s nápadem nastudovat hru podle její básnické sbírky Soud (Суд). Gajsina a Baramija začali spolupracovat a nakonec vytvořili skupinu Aigel. Začátkem roku 2017 uspořádala skupina své první koncerty v Moskvě a Petrohradu.
Dne 10. dubna 2017 vydali Aigel své debutové album 1190. Název odkazuje na trest Gaisina partnera, který měl ve vězení strávit 1190 dní.
Dne 6. srpna 2017 vyšlo EP Prázdná hlava (Buš Baš, tatarsky «Буш Баш»).
Dne 25. srpna 2017 kapela vydala hudební video pro píseň Tatarin (Татарин) v režii Ilji Solovjeva. V říjnu 2017 mělo video na YouTube 1,5 milionu zhlédnutí; k červnu 2019 mělo zhlédnutí již asi 40 milionů.
V roce 2018 Aigel vydal své druhé album, Muzyka (Музыка).
V červnu 2019 vydal Aigel hudební video Čjotky v režii Ilya Soloview a v hlavní roli Danila Kholodkov z Shortparis.
V srpnu 2019 Aigel vydal své třetí album Edem (Эдем).
V březnu 2020 Aigel vydal hudební videoklip „You're Born“, režie Andžejs Gavrišs. Za práci na videoklipu dostal Andrej Nikolajev cenu za kameru v hudebním videu na Filmovém festivalu EnergaCamerimage.
V srpnu 2020 přispěl Aigel skladbou na kompilační album For Belarus, určené na podporu obětí represí v Bělorusku v souvislosti s protesty v roce 2020, přičemž výtěžek z prodeje alba putoval běloruské nadaci Solidarity Foundation.
V listopadu 2020 Aigel vydal své čtvrté album Sklo (Pijala, tatarsky Пыяла). Všechny písně na albu jsou v tatarštině.
Poté, co začala ruská invaze na Ukrajinu, skupina učinila protiválečné prohlášení a opustila Rusko.
27. září 2022 skupina oznámila, že 1. září byla zařazena na seznam umělců, jejichž koncerty se v Ruské federaci „nedoporučují“. Dříve plánované koncerty byly zrušeny v několika ruských městech najednou.
Po vydání série „The Boy's Word. Blood on the Asphalt“ na podzim roku 2023 se píseň skupiny „Пыяла“ umístila na druhém místě v celosvětovém žebříčku Shazam a v prosinci dokonce na prvním.

## Hudební styl
Texty skupiny popisují především Gajsiny osobní zážitky související se soudem a uvězněním jejího partnera a očekáváním jeho propuštění.  Vzhledem k tomu, že Gajsina a Baramija žijí v různých městech, většina jejich spolupráce probíhá na dálku. Baramija posílá beaty Gajsině, která píše texty a nahrává své vokály. Hudebníci se až do svého prvního koncertu osobně nesetkali a dokonce ani nemluvili po telefonu. Veškerá komunikace a výměna materiálů probíhala na internetu.
Většinu Aigelových písní napsala Gajsina na hudbu, ale některé texty pocházejí z dříve napsaných básní následně přizpůsobených hudbě.

## Diskografie

### Studiová alba
- 1190 (2017)
- Музыка (2018)
- Эдем (2019)
- Пыяла (2020)

### EP
- Буш Баш (2017)
- RMX (2017)
- Офигенно (2020)

### Spolupráce
- Velial Squad — «Voodoo Doll» (Голову на плаху)
- Oxxxymiron — «Намешано» (Красота и уродство)

### Videoklipy
- „Татарин“ (25.08.2017)
- „1190“ (05.12.2017)
- „Принц на белом“ (15.05.2018)
- „Духи огня“ (05.10.2018)
- „Четкий“ (07.06.2019)
- „Снег“ (06.09.2019)
- „Оно выделяло тепло“ (26.12.2019)
- „You’re Born“ (12.03.2020)
- „Две недели“ (10.04.2020)
- „Пыяла“ (21.01.2022)

### Hudba k filmu
- seriál „Трудные подростки“ (2019)
- seriál „Топи“ (2021)
- seriál „Слово пацана. Кровь на асфальте“ (2023)

## Ceny a nominace
Vítěz Jager Music Awards v kategorii „Video of the Year“ za video Tatarin (2017).
Projekt Aigel měl na tatarské scéně znatelný dopad, i když teoreticky příliš neodpovídá jejímu formátu a tradicím. Tatarští hudební analytici se však začali o projekt úspěšný u publika zajímat a v roce 2019 slavné tatarské noviny „Business Online“ zařadily píseň Tatarin do podrobného hodnocení „30 nejlepších hlavních tatarských písní 21. století“, a zařadily ho na vysoké 4. místo – výrazně výše než mnoho známých tradičních představitelů žánru.
Video k písni „You’re Born“ získalo stříbrného lva z Cannes (2021).
V prosinci 2023 se skladba Пыяла ze stejnojmenného alba, vydaného v roce 2020, dostala na první místo globálního žebříčku Shazam. Kromě Shazamu se skladba umístila na prvním místě v Yandex Music, VK, Apple Music v Rusku, Kazachstánu, Bělorusku, Kyrgyzstánu, Lotyšsku a Estonsku a také na Spotify v Rusku, Kazachstánu, Bělorusku a na Ukrajině. Píseň získala popularitu poté, co se stala soundtrackem k ruskému televiznímu seriálu Слово пацана. Кровь на асфальте. Tisk to spojoval se skutečností, že skupina byla kvůli své politické pozici vyřazena z titulků seriálu a diváci, kteří chtěli zjistit autora neznámé písně, se hromadně obraceli na službu Shazam, která identifikuje stopy podle zvuku.